# The SpongeBob Movie: Search for SquarePants
The SpongeBob Movie: Search for SquarePants (bra: Bob Esponja: Em Busca da Calça Quadrada; prt: SpongeBob O Filme: À Procura das Calças Quadradas) é um futuro filme em live-action/animação digital do gênero comédia americano baseado na franquia Bob Esponja Calça Quadrada, dirigido e escrito pelo ex-showrunner da série, Derek Drymon. Será a quarta adaptação cinematográfica da série, seguindo Bob Esponja - O Filme (2004), Bob Esponja: Um Herói Fora D'Água (2015) e Bob Esponja: O Incrível Resgate (2020).

## Sinopse
Bob Esponja viaja para as profundezas do oceano e enfrenta o fantasma do Holandês Voador.

## Elenco
- Tom Kenny como Bob Esponja Calça Quadrada e Gary
- Bill Fagerbakke como Patrick Estrela
- Rodger Bumpass como Lula Molusco
- Carolyn Lawrence como Sandy
- Clancy Brown como Seu Sirigueijo
- Mr. Lawrence como Plankton
- Jill Talley como Karen
- Mary Jo Catlett como Senhora Puff
- Lori Alan como Pérola
- Mark Hamill como Holandês Voador

## Produção
Em agosto de 2021, o CEO da Nickelodeon, Brian Robbins, mencionou que "há um novo filme de Bob Esponja em andamento". Um quarto filme para cinemas foi oficialmente confirmado em fevereiro de 2022. Em 27 de abril de 2023, foi anunciado que o filme seria intitulado The SpongeBob Movie: Search for SquarePants, com o escritor e ex-showrunner da série Derek Drymon como diretor e roteirista, sendo descrito como "o maior filme da série até agora". Em abril de 2024, foi relatado que Pam Brady e Lisa Stewart seriam produtoras, com o elenco da série reprisando seus papeis.
Em julho de 2024, foi anunciado que Mark Hamill dublaria o personagem Holandês Voador no filme.

## Lançamento
The SpongeBob Movie: Search for SquarePants está agendado para ser lançado em 19 de dezembro de 2025 nos Estados Unidos, pela Paramount Pictures. Foi provisoriamente agendado para 23 de maio de 2025, mas foi adiado devido à greve da SAG-AFTRA de 2023.
No Brasil, o filme está agendado para ser lançado em 1 de janeiro de 2026.